# Sầm Ngọc Đức
Sầm Ngọc Đức (sinh ngày 18 tháng 5 năm 1992) là một cầu thủ bóng đá chuyên nghiệp người Việt Nam hiện đang thi đấu ở vị trí hậu vệ cho câu lạc bộ Thành phố Hồ Chí Minh theo dạng cho mượn từ câu lạc bộ Công an Hà Nội.

## Tiểu sử
Sầm Ngọc Đức quê ở Quỳ Hợp, Nghệ An, được đào tạo trẻ tại trung tâm bóng đá Văn Sỹ Hùng ở Nghệ An, sau đó thì được tuyển lựa về chơi tại các tuyến trẻ và chuyên nghiệp của câu lạc bộ Hà Nội T&T. Năm 2018, anh gia nhập câu lạc bộ Thành phố Hồ Chí Minh chơi 76 trận đá 2 bàn. Năm 2023, anh chơi cho câu lạc bộ Công an Hà Nội nhưng thi đấu không tốt. Sau mùa giải 2023, anh quay về đội bóng cũ theo dạng cho mượn.

## Sự nghiệp quốc tế

### Ra sân đội tuyển quốc gia
| Năm                         | Trận                        | Bàn                         |
| Đội tuyển quốc gia Việt Nam | Đội tuyển quốc gia Việt Nam | Đội tuyển quốc gia Việt Nam |
| --------------------------- | --------------------------- | --------------------------- |
| 2016                        | 2                           | 0                           |
| Tổng                        | 2                           | 0                           |

## Danh hiệu

### Câu lạc bộ
Công an Hà Nội
- V. League 1:

 Vô địch: 2023
Hà Nội FC
- V.League 1:

 Vô địch: 2013, 2016
 Á quân: 2012, 2014, 2015
 Hạng ba: 2017
- Siêu cúp Quốc gia:

 Á quân: 2013, 2015, 2016
- Cúp Quốc gia:

 Á quân: 2012, 2015, 2016
Thành phố Hồ Chí Minh
- V.League 1:

 Á quân: 2019
- Cúp Quốc gia:

 Hạng 3: 2019, 2020
- Siêu cúp Quốc gia:

 Á quân: 2019